# Puhatu
Puhatu est un village de 31 habitants de la Commune de Illuka du Comté de Viru-Est en Estonie. 